# 2005 EX297
2005 EX297, também escrito como 2005 EX297, é um objeto transnetuniano que está localizado no Cinturão de Kuiper, uma região do Sistema Solar. Este corpo celeste é classificado como um cubewano. Ele possui uma magnitude absoluta de 6,1 e tem um diâmetro estimado com 265 km.

## Descoberta
2005 EX297 foi descoberto no dia 11 de março de 2005 pelo astrônomo Marc W. Buie.

## Órbita
A órbita de 2005 EX297 tem uma excentricidade de 0,113 e possui um semieixo maior de 44,325 UA. O seu periélio leva o mesmo a uma distância de 39,336 UA em relação ao Sol e seu afélio a 49,315 UA.